# Поляков Ілля Михайлович
Ілля́ Миха́йлович Поляков (* 16 вересня 1905, Харків — † 4 листопада 1976) — український радянський біолог та історик науки, фахівець в галузі теоретичної біології, експериментальної ботаніки, 1948 — член-кореспондент АН УРСР.

## Життєпис
1926 року закінчив Харківський інститут народної освіти.
По 1934 рік працював викладачем Комуністичного університету в Харкові.
У 1932—1941 та 1944—1948 роках завідував кафедрою генетики Харківського університету, в часі евакуації — в 1941—1944 — професор Томського університету.
Протягом 1947—1956 років працює в інституті генетики та селекції АН УРСР.
З 1956 по 1963 рік — замісник директора та завідувач лабораторії розвитку та запліднення рослин, у 1963—1974 роках — директор лабораторії.
Його наукові праці переважно присвячені експериментальній ботаніці, історії біології та теоретичним проблемам біології та дарвінізму.
З'ясував ряд закономірностей запліднення квіткових рослин,
- досліджував цитологічні та фізіологічні причини вибірковості та множинного ефекту запліднення.

Обґрунтував уявлення про три фази запліднення квіткових рослин (загальна біологічна концепція запліднення рослин) — прогамна, гамогенез та постгамна.
В історії науки розробляв проблеми:
- еволюційної теорії,
- класифікації адаптації,
- мімікрії,
- спрямованості еволюції.

Аналізував праці Ч. Дарвіна, Ж. Ламарка, І. Мечникова, А. Т. Болотова.
Є автором першого в СРСР підручники «Курс дарвінізму» — 1941,
В 1935—1936 роках вийшли друком кілька курсів «Загальної біології»,
- 1954 — «Шкідники та хвороби лісових насаджень. Праці Всесоюзного інституту захисту рослин», Сельхозгіз,
- 1962 — «Ж. Б. Ламарк та вчення про еволюцію органічного світу», «Вища школа».

Був одним з авторів та редакторів монографії «Історія біології» — частина перша — 1972, частина друга — 1975.